# Они не забудут
«Они не забудут» (англ. They Won't Forget) — американский драматический фильм режиссёра Мервина Лероя, который вышел на экраны в 1937 году.
Он поставлен по роману Уорда Грина «Смерть на глубоком юге», который был основан на реальном событии — суде и последующем линчевании Лео Франка за убийство Мэри Пэган в 1913 году. Фильм рассказывает о судьбе учителя (Эдвард Норрис), который переехал в южный город с севера страны. Под влиянием политических факторов его обвиняют в убийстве ученицы, приговаривая к пожизненному заключению, после чего учителя линчует толпа местных жителей.
Критика высоко оценила картину за остроту поставленной темы, отметив также режиссуру Лероя и игру Клода Рейнса в роли прокурора. Одним из запоминающихся моментов фильма стала первая значимая роль будущей кинозвезды Ланы Тёрнер, сыгравшей жертву преступления.
Национальный совет кинокритиков включил этот фильм в десятку лучших фильмов года, «Нью-Йорк Таймс» также включил его в свой список десяти лучших картин года.

## Сюжет
В небольшом городке Флодден на Юге США готовятся к празднованию Дня поминовения воинов-конфедератов, погибших в Гражданской войне. Директор бизнес-школы Карлайл П. Бакстон (Е. Эллин Уоррен) заходит на урок, который ведёт недавно прибывший с Севера страны преподаватель Роберт Хейл (Эдвард Норрис), и в унизительной форме указывает ему перед учениками, что в этот праздничный день следует закончить занятия заранее. После уроков две ученицы — Мэри Клэй (Лана Тёрнер) и Имоджен Мэйфилд (Линда Перри) — направляются в соседнее кафе, где Мэри рассказывает подруге, что сходит с ума от мистера Хейла, после чего сообщает, что собирается на свидание с местным парнем Джо Тейлором (Элиша Кук). Заметив, что забыла свою косметичку, Мэри возвращается в школу, по дороге наблюдая за парадом на главной улице города. Около школы она встречает директора, после чего чёрный привратник Тамп Редвайн (Клинтон Роузмонд) открывает ей дверь. Мэри заходит в класс, находит свою косметичку и достаёт помаду, и в этот момент слышит шаги и скрип двери… Некоторое время спустя в поисках Мэри к школе подбегает Джо, встречая на улице Хейла, однако Редвайн не пускает его внутрь здания, говоря, что там никого нет. Расстроенный Хейл приходит домой, рассказывая жене Сибил о том, как его отчитал перед учениками директор школы. Хейл говорит, что чувствует себя чужаком в городе и предлагает уехать обратно на север. Жена обращает внимание на то, что от Хейла пахнет дешёвыми духами, а также на пятно крови у него на лацкане пиджака, которое, как он объясняет, оставил парикмахер во время бритья. На вопрос, почему он задержался, Хейл рассказывает, что сначала проверял в школе контрольные работы, а затем прогулялся по городу, наблюдая за парадом. Вечером в полицейский участок звонит Редвайн, сообщая о том, что обнаружил в здании школы тело мёртвой Мэри, после чего прибывшая полиция отвозит его для допроса в участок.
На следующее утро о гибели девочки сообщает местная газета, после чего многие жители собираются на площади. Предчувствуя большой общественный резонанс, который вызвало это убийство, и возможность для себя сделать серьёзную политическую карьеру на этом деле, амбициозный окружной прокурор Эндрю Гриффин (Клод Рейнс) берёт расследование на себя. На приём к прокурору приходят трое молодых братьев Мэри, которые требуют быстро найти виновного, в противном случае угрожая найти и наказать преступника своими руками. Воссоздавая картину преступления Гриффин, последовательно допрашивает Джо Тейлора, директора Бакстона и Редвайна, однако не получает какой-либо реальной информации о возможном убийце. При этом Гриффин не верит в то, что убийцей мог быть один из них. Джо между прочим вспоминает, что видел, как из школы выходил Хейл, который сказал ему, что в школе никого нет. Утром в толпе репортёр местной газеты Брок (Эллин Джослин) находит Имоджен, которая рассказывает ему, что Мэри была влюблена в Хейла. Брок приезжает к Гриффину и в обмен на эксклюзивную информацию о расследовании предлагает ему Хейла в качестве подозреваемого в убийстве. Тем временем Хейл пишет письмо в одну из бизнес-школ Чикаго с просьбой о приёме на работу, рассчитывая переехать туда в ближайшее время. Когда он отправляется на почту, около дверей квартиры его встречают два детектива, забирая у него это письмо. Зайдя в квартиру, они видят пиджак Хейла с пятном крови, после чего отправляют учителя на допрос к Гриффену, который задерживает его по подозрению в убийстве. Тем временем репортёры, узнав о задержании Хейла, приходят к Сибил домой. Доведя её до обморока, они выясняют, что Хейлы приехали из Нью-Йорка и собираются вернуться на север страны. На следующий день газеты выходят с заголовками «Хейл планировал побег!», что делает Хейла виновным в глазах горожан. Видя общественные настроения, Гриффен выдвигает против Хейла официальные обвинения на том основании, что он был в здании в момент убийства, у него был роман с Мэри, на пиджаке обнаружили каплю крови и, наконец, он собирался бежать. Хейл уже не верит в своё оправдание, однако Сибил собирается за него бороться.
Вскоре это дело становится известным по всей стране, при этом многие средства массовой информации трактуют его как конфликт Севера с Югом страны. Для объективного разбирательства из северных штатов приезжает частный детектив Пиндер (Грэнвилл Бейтс), встречая на станции группу людей, которые запугивают его. Гриффен даёт указание не препятствовать расследованию Пиндера, одновременно Редвайну назначают лучшего местного адвоката, чтобы тот отвёл от него подозрения и направил их на Хейла. Пиндер успокаивает Хейла, что все улики против него косвенные, и ни один суд не вынесет на их основании обвинительный приговор. Затем он направляется в парикмахерскую Тимберлейка (Клиффорд Собер), у которого выясняет, что Хейл действительно был у него в день убийства. Однако, поняв, что разговаривает с детективом с Севера, Тимберлейк отказывается отвечать на дальнейшие его вопросы и буквально выпроваживает его из парикмахерской. Для защиты Хейла с Севера приезжает авторитетный адвокат Майкл Глизон (Отто Крюгер), которого на станции встречает большая возмущённая толпа. Так как население города ведёт себя всё более агрессивно, мэр, газетные издатели, банкиры и предприниматели на специальном совещании просят прокурора навести в городе порядок, на что Гриффин отвечает, что вина за волнения лежит на них.
На суде Гриффин доказывает присяжным, что человека можно признать виновным на основе косвенных улик, после чего начинается опрос свидетелей. На первом же заседании у матери Хейла (Элизабет Рисдон) случается истерика, после чего на втором заседании братья Клэй приводят в зал мать Мэри (Сибил Харрис), у которой также случается истерика. В прессе смакуется тот факт, что процесс из сражения прокурора с адвокатом превратился в битву матерей. Несмотря на то, что Глизону удаётся показать несостоятельность свидетельств Бакстона и Тёрнера против Хейла, парикмахер Тимберлейк неожиданно на суде меняет показания, категорически отрицая, что мог порезать Хейла. Подученный адвокатом, Редвайн даёт показания против Хейла, заявляя, что видел, как тот проходил по зданию в момент убийства. Однако, когда Глизон говорит, что своими словами Редвайн обрекает Хейла на смерть, и этот грех останется на его совести на всю жизнь, Редвайн отказывается от своих слов, заявляя, что просто спал, никого не видел и никого не убивал. В своём последнем слове Хейл не признаёт своей вины, а Глизон заявляет, что все улики оказались несостоятельны и обвинение построено исключительно на слухах, на основании которых можно обвинить кого угодно. Он также даёт понять, что обвинение носит заказной характер и построено на предрассудках и ненависти к северянам. В свою очередь Гриффин отвечает, что адвокат пытается вывести своего подзащитного из-под наказания, пытаясь представить дело об убийстве как конфликт Севера и Юга. В итоге адвокату не удаётся склонить общественное мнение, выступающее против северян, на свою сторону, и люди на улице требуют обвинительного вердикта. Когда один из присяжных получает записку с угрозой жизни, если проголосует за оправдание обвиняемого, он воспринимает этого как давление на суд, однако судья уговаривает проголосовать так, как требует от него гражданский долг и интересы горожан. В итоге присяжные выносят вердикт, что Хейл виновен в убийстве первой степени, и суд приговаривает его к смертной казни. Глизон подаёт апелляцию, но она отклонена, и дело передаётся на окончательное решение губернатору штата (Пол Эвертон). Губернатор полагает, что улик недостаточно для вынесения смертного приговора, и несмотря на беспрецедентное давление уличной толпы и угрозу разрушить свою политическую карьеру, он принимает решение заменить смертную казнь пожизненным тюремным заключением. Хейла отправляют поездом в тюрьму штата. По дороге поезд останавливает разъярённая группа мужчин во главе с братьями Клэй, которые вытаскивают Хейла из вагона и убивают его.
Некоторое время спустя Гриффин выдвигает свою кандидатуру на пост сенатора, беря себе в помощники репортёра Брока. К нему на приём приходит Сибил, чтобы вернуть ему чек, который прислал ей Гриффин, чтобы покрыть её расходы по переезду на Север. Во время разговора Сибил обвиняет Гриффина в том, что это он со своими политическими амбициями и его партнёры со своими карьерными интересами убили Хейла, который был ни в чём не виновен. Однако Гриффин не принимает её обвинения, вопрошая, а разве не всё было сделано по закону. После её ухода Брок задаётся вопросом: «Интересно, а правда ли Хейл был виновен?», на что Гриффин безучастно отвечает: «Хотелось бы знать».

## В ролях
- Клод Рейнс — окружной прокурор Эндрю Дж. Гриффин
- Глория Диксон — Сибил Хейл
- Эдвард Норрис — профессор Роберт Перри Хейл
- Отто Крюгер — Майкл Глисон
- Эллин Джослин — Уильям А. Брок
- Лана Тёрнер — Мэри Клэй
- Линда Перри — Имоджин Мэйфилд
- Элиша Кук — Джо Тёрнер
- Сай Кендалл — детектив Лэйнарт
- Клинтон Роузмонд — Редвайн
- Е. Эллин Уоррен — профессор Карлайл П. Бакстон
- Элизабет Рисдон — миссис Хейл
- Клиффорд Собер — Джим Тимберлейк
- Грэнвилл Бейтс — Пиндар
- Энн Шумейкер — миссис Маунтфорд
- Пол Эвертон — губернатор Томас Маунтфорд
- Дональд Бриггс — Хармон Дрейк
- Сибил Харрис — миссис Клэй
- Тревор Бардетт — Шэттак Клэй
- Эллиотт Салливан — Лютер Клэй
- Уильям Хайнс — Рэнсом Скотт Клэй
- Эдди Экафф — Фред
- Фрэнк Фэйлен — Билл Прайс
- Леонард Мьюди — судья Мур
- Гарри Дэвенпорт — конфедерат-ветеран
- Гарри Бересфорд — конфедерат-ветеран
- Эдвард Макуэйд — конфедерат-ветеран

## История создания фильма
Как отмечает историк кино Дебора Луни, в основу фильма положено реальное дело Лео Франка. В 1913 году Франк был обвинён в убийстве 13-летней Мэри Пэган на карандашной фабрике в Атланте. Франк, еврей с Севера США, на основании косвенных улик был признан виновным в этом убийстве и приговорён к смертной казни, заменённой на пожизненное заключение. Однако несколько месяцев спустя его похитила из тюрьмы и линчевала вооружённая толпа. Одним из журналистов, освещавших процесс над Франком, был репортёр газеты The Atlanta Journal Уорд Грин, который по его материалам написал роман «Смерть на глубоком юге», который положен в основу этого фильма.
По материалам дела Франка было создано ещё много книг и фильмов. В 1915 году кинокомпания Circle Film Corp. выпустила картину «Не убий», режиссёром которой был Хэл Рид. Он также сделал документальную короткометражку под названием «Лео М. Франк», которая вышла за несколько месяцев до фильма. Другими фильмами, в основу которых положено дело Франка, стали «Признание Лема Хоукинса» (1935) режиссёра Оскара Мишо, а также четырёхчасовой мини-сериал 1988 года студии NBC «Убийство Мэри Пэган», в котором снялись такие известные актёры, как Джек Леммон, Питер Галлахер и Кевин Спейси.
Предварительными названиями фильма были «Глубокий юг» и «Смерть на глубоком юге».
Как написал историк кино Ричард Гиллиам, авторы сценария Роберт Россен и Эйбен Кэндел, которые тяготели к социальной проблематике, впоследствии пострадали за свои убеждения. Так, в 1950-е годы Россен одним из первых попал в чёрный список Голливуда, а Кендел провёл большую часть карьеры за написанием сценариев для низкобюджетных фильмов ужасов под псевдонимом
По информации Американского института кино, этот фильм стал дебютным для актрисы 20-летней актрисы Глории Диксон, положив начало её успешной карьере, которая неожиданно оборвалась, когда в 27-летнем возрасте она не погибла во время пожара.
Как отмечают многие критики, этот фильм широко признан как первый значимый фильм 16-летней Ланы Тёрнер, «давший толчок её движению к статусу кинозвезды». По свидетельству Луни, до этого фильма «подросток Джули Тёрнер появлялась в нескольких фильмах только в эпизодических ролях без указания в титрах». Здесь же, «хотя она появляется на экране лишь на несколько минут, только что сменившая своё имя на Лана Тёрнер, она запоминается надолго». Как пишет Луни, «двенадцать минут пребывания на экране привлекли к Лане Тёрнер внимание критиков и кинозрителей, главным образом, благодаря тем 75 футам плёнки, когда камера следит за тем, как она идёт по улице в обтягивающем свитере и туфлях на шпильках». По словам продюсера и режиссёра картины Мервина Лероя, в той сцене «было очень важно показать, что девушка в нашей истории обладала тем, что называется, „притяжение плоти“. Она должна была представить себя так, чтобы дальнейшее выглядело как сексуальное убийство. Как вы видите, мы ни разу не использовали слово „изнасилование“. В то время мы не могли его произнести. И тогда я решил, что обтягивающий свитер на красивой молодой девушке донесёт до зрителя всё то, что мы не могли сказать прямо». Именно эта «небольшая роль принесла Лане Тёрнер прозвище „девушка в свитере“». Позднее Тёрнер вспоминала, как ходила вместе с мамой в кинотеатр, чтобы посмотреть фильм, и была в шоке от того, как она выглядела на экране. В книге «Фильмы Ланы Тёрнер» актриса описывает свою героиню в этом фильме следующим образом: «Её было достаточно, чтобы начать реакцию, которая вполне может привести к убийству. Но она, конечно, не была мной». Восторженные свистки в зале во время просмотра также удивили Тёрнер, которая рассказывала: «В течение некоторого времени мне было стыдно смотреть на людей. Но мне было неловко и отворачиваться от них». По словам Луни, хотя Тёрнер в тот момент хотелось спрятаться, критики уже почувствовали, что растёт новая звезда. В частности, Кеннет Маккалеб из New York Daily Mirror написал: «Для меня девушка по имени Лана Тёрнер уходит с экрана слишком рано. Я хочу видеть её больше, и я не сомневаюсь, что так оно и будет, так как она выглядит столь естественно». По информации Американского института кино, «на следующий год, когда режиссёр Мервин Лерой покинул Warner Bros. и перешёл на Metro-Goldwyn-Mayer, он забрал Тёрнер с собой, где она подписала долгосрочный контракт». Как пишет Луни, двадцать лет спустя, когда фильм «Они не забудут» будет повторно выпущен на экраны, Тёрнер уже будет указана как его главная звезда.

## Оценка фильма критикой
После выхода фильма на экраны он получил восторженные отзывы критики. В частности, обозреватель «Нью-Йорк Таймс» Фрэнк С. Ньюджент написал, что благодаря «своей отваге, объективности и красноречию фильм вырастает в блестящую социальную драму и хлёсткое кинозаявление против нетерпимости и ненависти». По мнению критика, во многих смыслах он превосходит такие картины, как «Ярость» и «Чёрный легион», которые рассматривают примерно тот же круг проблем. «Возможно, он не столь зрелищный, драматичный и пронзительный, как те фильмы, тем не менее, в нём больше силы и трепетности благодаря тихой напряжённости повествования, простоте режиссёрской работы Лероя, целевой целостности и равному совершенству актёров, игра каждого из которых заслуживает похвалы». Ньюджент считает, что одним из главных достоинств картины является то, что в нём нет свойственных Голливуду преувеличений, а его тема остаётся актуальной и для 1930-х годов, о чём свидетельствует дело Парней из Скоттсборо. По мнению критика, «совершенство картины достигается благодаря в высшей степени умелой режиссуре Лероя — некоторые моменты сделаны настолько хорошо, насколько только это когда-либо делалось на экране». Следует также отметить «отличный сценарий и весь актёрский состав, особенно, Рейнса — за безжалостный образ амбициозного прокурора, Диксон — за трогательный образ жены и Джослина — за естественный и прочувствованный образ репортёра».
В рецензии журнала Variety отмечается, что «фильм беспощадно и точно критикует законы Линча и ярость толпы», демонстрируя особую мощь в судебных сценах. При этом «актёрский состав, который хотя и не может похвастаться какими-либо особенно громкими именами, тем не менее, равномерно отличен. Особенно выделяется Рейнс».
Современный историк кино Ричард Гиллиам полагает, что «фильм несколько сдерживает силу своего удара, затушёвывая тему антисемитизма, который был ключевым фактором линчевания бизнесмена из Атланты Лео Франка». Вместе с тем, «фильм настолько силён в своём разоблачении социальной несправедливости, что многие кинотеатры на Юге страны отказывались его показывать». Это привело к тому, что коммерческие кинокомпании стали избегать подобных потенциально скандальных тем, и «пройдёт ещё 25 лет, прежде чем Голливуд вернётся к теме южного расизма с фильмом „Убить пересмешника“ (1962)». По словам критика, «если рассматривать фильм вне исторического контекста, то он добивается успеха и в кинематографическом плане, прежде всего, благодаря страстному подходу режиссёра Мервина Лероя, отличной игре Клода Рейнса, Эдварда Норриса и Ланы Тёрнер, а также социальной позиции сценаристов Роберта Россена и Эйбена Кэндела».